# Rhytiphora ochrescens
Rhytiphora ochrescens är en skalbaggsart som beskrevs av Stefan von Breuning 1970. Rhytiphora ochrescens ingår i släktet Rhytiphora och familjen långhorningar. Inga underarter finns listade i Catalogue of Life.